# Simon Mann
Simon Mann (Verenigd Koninkrijk, 10 februari 2001) is een Brits-Amerikaans autocoureur.

## Carrière
Mann begon zijn autosportcarrière in 2018, toen hij deelnam aan het voorlaatste raceweekend van het Italiaans GT-kampioenschap voor AF Corse. In 2019 reed hij hier een volledig seizoen. Hij kwam uit in de Pro-Am-klasse van zowel het sprint- als het endurancekampioenschap, wederom bij AF Corse. In het endurancekampioenschap werd hij, samen met Matteo Cressoni, twaalfde in de eindstand. In het sprintkampioenschap won hij een race op het Autodromo Nazionale Monza en werd hij met 72 punten derde in het klassement.
In 2020 bleef Mann actief in beide klasses van het Italiaans GT-kampioenschap bij AF Corse. In het endurancekampioenschap stond hij op zowel het Circuit Mugello als het Autodromo Vallelunga op het podium en werd hij vierde in de eindstand, terwijl hij in het sprintkampioenschap twee races op Monza en Vallelunga won en met 94 punten kampioen werd; samen met Cressoni had hij evenveel punten als het duo Sean Hudspeth-Mattia Michelotto, maar hij eindigde als eerste van de twee omdat hij meer derde plaatsen had. In 2021 waren Cressoni en Toni Vilander afwisselend de teamgenoten van Mann. In het endurancekampioenschap werd hij vierde met 22 punten en een podiumplaats op Mugello, terwijl hij in het sprintkampioenschap drie zeges op het Misano World Circuit Marco Simoncelli, het Autodromo Internazionale Enzo e Dino Ferrari en Mugello behaalde en zo met 94 punten zijn tweede titel behaalde.
Gedurende 2021 maakte Mann al zijn debuut in de LMGTE met deelnames aan de 24 uur van Daytona en de 6 uur van Monza; de laatste race maakte deel uit van het FIA World Endurance Championship (WEC). In 2022 reed hij een volledig seizoen in de LMGTE Am-klasse van het WEC bij AF Corse, waar hij de auto met Vilander en Christoph Ulrich deelde. Drie zevende plaatsen tijdens de 1000 mijl van Sebring, de 24 uur van Le Mans en de 6 uur van Monza waren zijn beste resultaten, waardoor hij met 28 punten zeventiende in het kampioenschap werd.
In 2023 begon Mann het jaar in de Asian Le Mans Series (ALMS) bij AF Corse, waar hij samen met Stefano Costantini en Miguel Molina in de GT-klasse reed. Hij behaalde een podiumplaats op het Dubai Autodrome en werd met 23 punten zevende in het klassement. Vervolgens keerde hij terug naar het WEC, waar hij de enige vaste coureur in de #21-inschrijving van AF Corse was. Een vierde plaats tijdens de 1000 mijl van Sebring was zijn beste race-uitslag en hij werd met 38 punten twaalfde in de eindstand. Ook reed hij dat jaar enkele races in het IMSA SportsCar Championship en debuteerde hij in de 24 uur van Spa-Francorchamps.
In 2024 begon Mann het jaar wederom in de ALMS, ditmaal in de GT-klasse bij het team AF Corse als teamgenoot van François Hériau en Davide Rigon. Hij behaalde een podiumplaats in Dubai en werd met 32 punten achtste in het eindklassement. Vervolgens keerde hij terug in het WEC, waar hij in de nieuwe LMGT3-klasse voor Vista AF Corse de auto met Hériau en Alessio Rovera deelde. Hij won de seizoensfinale, de 8 uur van Bahrein, en werd zo met 97 punten derde in het kampioenschap.